# Salomón Abensur Díaz
Salomón Abensur Díaz (Lima, 1953) es un administrador de empresas, político y empresario peruano. Alcalde  de la Provincia de Maynas.

## Biografía
Nació el 19 de noviembre de 1953 en el Distrito de Miraflores (Lima). Realizó sus estudios primarios en el Colegio San Agustín de Iquitos y los secundarios en la Gran Unidad Escolar Mariscal Oscar R. Benavides. Estudió Ciencias Administrativas en la Universidad de Lima entre 1972 y 1976. Se casó con Lily Velásquez, con quien tiene dos hijos Salomón (1986) y Andrea (1992).
Fue Regidor Provincial de Maynas representando al Fredemo para el periodo 1990-1992.  Luego funda su propia agrupación, el Movimiento Independiente Regional Vamos Loreto (VALOR), alcanzando la alcaldía provincial para el periodo 2007-2010.